# 平臥鼠麴草
平卧鼠麴草（学名：Gnaphalium supinum）是菊科鼠麴草属的植物。分布于亚洲、欧洲以及中国大陆的新疆等地，生长于海拔2,500米的地区，常生长在高山草地上，目前尚未由人工引种栽培。

## 异名
- Omphalotheca supinum (L.) DC.